# Zeta1 Scorpii
Zeta1 Scorpii ( Scorpii) é uma estrela na direção da constelação de Scorpius. Possui uma ascensão reta de 16h 53m 59.73s e uma declinação de −42° 21′ 43.3″. Sua magnitude aparente é igual a 4.70.  Pertence à classe espectral B1Iae. É uma estrela variável S Doradus.